# دوناس بن حمامة
أبو العطاف دوناس بن حمامة من أمراء مغراوة، تولى حكم فاس وجميع ما كان بيد أبيه حمامة بن المعز من أعمال المغرب الأقصى ومدنه، شهدت فترة حكمه ازدهار العمران والتجارة في مدينة فاس.

## تاريخ

### حكمه
في بداية حكمه تمرد عليه ابْن عَمه حَمَّاد بن معنصر فجرت بينهم معارك فكَثُرت جموع حَمَّاد وَتغلب على نواحي فاس وحاصرها حصارا شَدِيدا بين 1040-1043م وَقطع عَن عدوة القرويين مجرى الْوَادي وخَنْدَق دوناس على نَفسه وَاسْتمرّ حصار حَمَّاد لفاس إِلَى أَن توفي سنة 435 هـ. استقامت دولة دوناس بعد ذلك وانشغل بالبناء والتشييد إِلَى ان توفّي.

## أعماله
من أعماله السُّور الذي أحاط بأرباض فاس كما بنى بهَا الْمَسَاجِد والحمامات والفنادق فتحولت إلى عاصمة المغرب وأهم حواضرها من يَوْمئِذٍ.

## وفاته
توفي في شَوَّال 452 هـ، وترك الأمر من بعده لأبنيه الفتوح بن دوناس وعجيسة بن دوناس.